# Mo Fawzi
Mo Fawzi is een personage uit de Vlaamse soapserie Thuis. Mo werd gespeeld door Noureddine Farihi van 1999 tot 2011. In mei 2011 verliet Mo definitief de serie.

## Biografie
Mo duikt als eerste keer op als loodgieter bij Sanitair-Vercammen. Hij verhuist mee naar Sanitechniek van Frank en Simonne om daarna bij Marie Design terecht te komen. Hij was ook eigenaar van Ter Smissen Baget en verkoopt het later tegen zijn zin aan Sam en Femke. Hij richt later zijn eigen Sanitechniek op met Luc als partner. Ook zijn vriendin Kris, Franky Bomans (later) en Bram Schepers (later) worden tewerkgesteld. Hij ontfermt zich over Bruno, de broer van Kris die het fragiele X-syndroom heeft. De relatie gaat in ups en downs en af en toe heeft Mo het moeilijk. Later neemt hij ook Bruno mee naar de werf. Dit wordt hem fataal wanneer hij in een liftkoker valt en verongelukt. Kris blijft hem als dader aanduiden. In 2010 verkoopt hij zijn aandelen aan Franky (officieel aan Frank omdat Franky nog minderjarig is) en verlaat hij Sanitechniek. Hij gaat werken als taxichauffeur bij Taxi Ter Smissen. Bij een plan van Youri om Waldek omver te rijden, raakt Mo samen met Bianca betrokken. Beiden overleefden het ongeval. Jaren later krijgen ze in Marokko opnieuw een ongeval. Hierbij sterft Mo. Bianca overlijdt een week later.

## Familie en relaties
Over zijn familie weinig bekend, behalve dat Aisha Fawzi zijn dochter is uit zijn eerste huwelijk. Hij betaalt haar studies en is erg begaan met haar. Hij trouwt later met Veronique, die later verdwijnt in de woestijn als ze op reis gaan in Marokko. Ze gaan ervan uit dat ze nu dood is. Mo heeft het moeilijk. Hij heeft ook even een relatie met Simonne, maar als Frank terug verschijnt, stopt de relatie vrijwel direct. Mo is woedend en hierbij is de vriendschap tussen Mo en Frank over.
Ook Aisha blijft met problemen zitten. Ze was samen met Sam en Femke neemt haar lief af. 
Na Simonne blijft alleen nog Aisha achter. Die is verliefd op dokter Youssef Bakali, maar alweer loopt Femke even in de weg. Ze komt voor haar gevoelens uit, doch Youssef vertrekt terug naar zijn familie in Marokko. Later komt hij terug en trouwen ze.
Alleen is Mo droevig. Toch blijft hij haar opzoeken in Marokko. Hij stort zich op zijn werk en krijgt een relatie met loodgietster Kris Moreels en maakt kennis met haar broer Bruno Moreels. Na het een aantal keren aan- en uitgemaakt te hebben, besluiten ze er in april 2010 definitief een einde aan te maken.
In oktober 2010 zal hij trouwen met Bianca Bomans en een nieuwe papa zijn voor Robin (Mo Frank) Bomans. Wanneer Tom Robin probeert af te pakken, een proces in gang zet en wint, trekt hij met Bianca definitief naar Marokko. Op 31 oktober 2019 wordt bekend dat Mo overleden is na een auto-ongeluk.

## Karakter
Mo heeft een goed karakter, maar heeft één gebrek: hij hecht enorm veel belang aan zijn principes. Wat er ook moge gebeuren, Mo doet altijd alles volgens wat zijn principes hem toelaten. Hierdoor heeft hij anderen én zichzelf al heel wat in de weg gelegd.

## Trivia
- Mo heet eigenlijk "Mohammed", maar hij wordt door iedereen "Mo" genoemd.
- Mo is geboren in Charleroi.[1]